# Perilampus canadensis
Perilampus canadensis är en stekelart som beskrevs av Crawford 1914. Perilampus canadensis ingår i släktet Perilampus och familjen gropglanssteklar. Inga underarter finns listade i Catalogue of Life.